# 台南艦
台南艦（舷號：CG126）是中華民國海洋委員會海巡署南區機動海巡隊所屬的2千噸級現役巡防艦，本艦亦為海巡署首艘飛行甲板巡防救難艦。負責執行海上緝私、海難救助等任務。由中信造船集團承造。

## 相關歷史
- 2006年前規劃
- 2007年由海洋巡防總局委託中信造船建造，財團法人船舶暨海洋產業研發中心負責設計監造。
- 2008年5月9日：開工
- 2009年12月29日：下水
- 2009年9月美國同意出售黑鷹直升機，於同年底簽約
- 2010年11月23日：交船
- 2011年5月12日：在臺南國聖港西方6浬處，和陽明海運所屬的柏明輪發生碰撞受損，另有兩名工作人員受傷，台南艦因為此海損停航435天。[4]
- 2012年8月30日台南艦在金門料羅港結束演練離開碼頭時，時任艦長楊志成未注意退潮水深不足，導致台南艦觸礁擱淺，停航125天，維修費用3050萬餘元，其中海巡署自付500萬元。
- 2013年12月22日，台南艦在東沙海域起落錨時，又未依規定核對人工與電子海圖，導致再次擱淺，停航288天，維修費用高達1億2511萬餘元，海巡署也自付500萬元。
- 2015年4月因總統馬英九、段宜康等立委都曾質疑「為何有直升機甲板卻不能停直升機？」監察院通過糾正案，批評「海巡署只管造艦不管機、空勤總隊只管購機不管艦」，糾正海巡署及海洋巡防總局、內政部空勤總隊。
- 2015年12月內政部空中勤務總隊第一批3架黑鷹直升機UH-60M抵台
- 2016年3月3日：台南艦甲板無法停駐直升機，士林地檢署懷疑有高官包庇，指揮約談搜索相關人員，進行進一步調查。[5]後調查台南艦結構強度符合10噸級的直升機起降要求，亦二度完成海豚直升機落艦，獲不起訴處分。
- 2016年12月5日：台南艦紅外線顯像儀已損壞3年，如無預算進行修復，仍將無法正常執行夜間查緝任務。[6][7]

## 圖庫

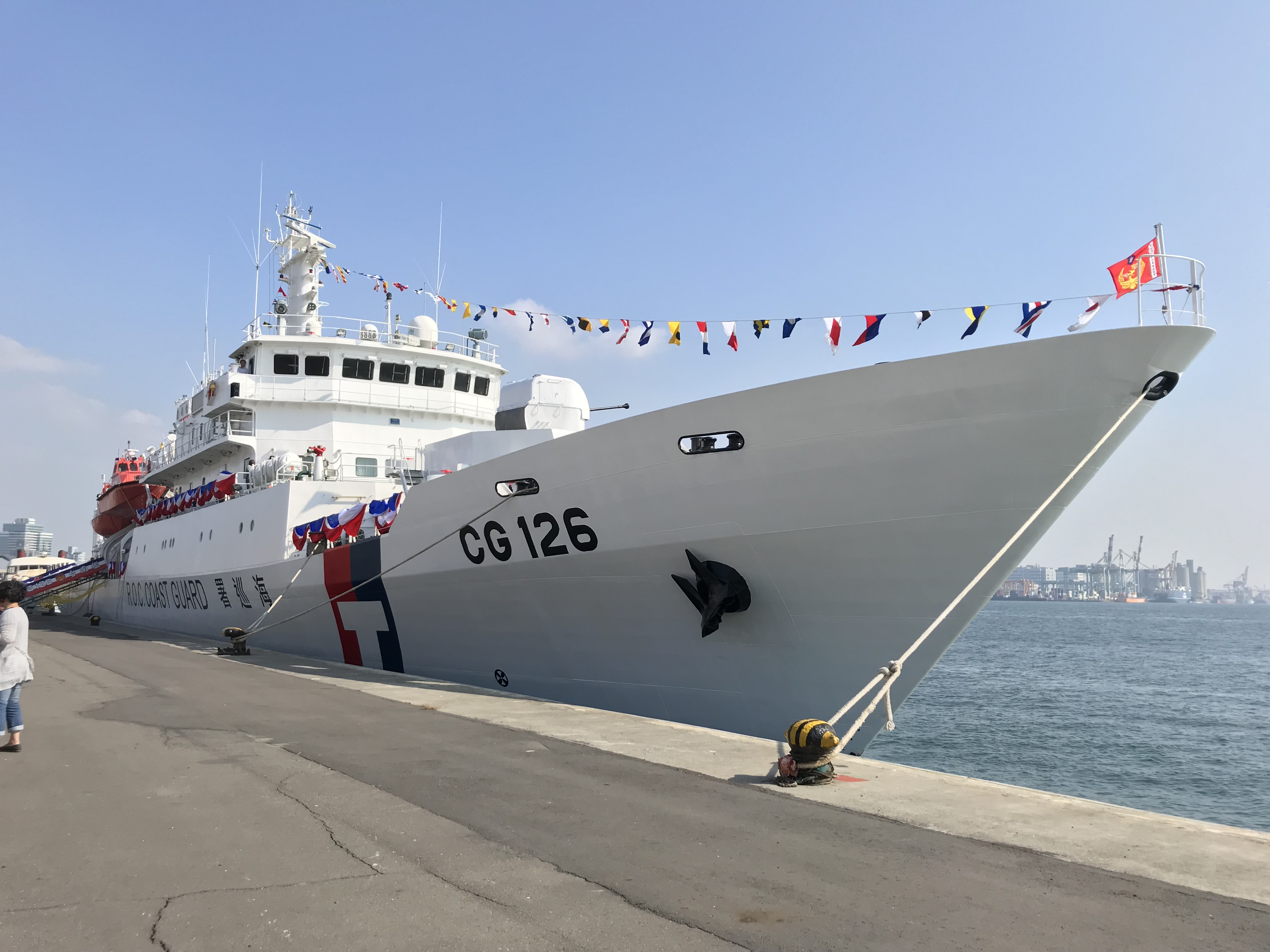
2020年1月海巡署成立20週年新濱碼頭開放民眾參訪活動中台南艦艦艏40快砲已安裝

## 任務
- 任務區劃：東沙海域與南沙海域巡弋